# Domiz (Carballeda de Valdeorras)
Domiz (llamada oficialmente San Bernabeu de Domiz) es una parroquia y un lugar español del municipio de Carballeda de Valdeorras, en la provincia de Orense, Galicia.

## Toponimia
La parroquia también es conocida por los nombres de San Bartolomeu de Domiz  y San Bernabé de Domiz.

## Organización territorial
La parroquia está formada por una entidad de población:
- Domiz

## Demografía
Gráfica demográfica del lugar y parroquia de Domiz según el INE español:
| Gráfica de evolución demográfica de Domiz entre 2000 y 2022 |
|                                                             |
| Datos según el nomenclátor publicado por el INE.            |